# Praha-Michle (železniční zastávka)
Praha-Michle je zaniklá železniční zastávka na původně jednokolejné neelektrizované trati z Prahy do Vraného nad Vltavou a Čerčan. Stála poblíž jižního ústí bývalého bohdaleckého železničního tunelu na kilometru 1,5.

## Historie
Železniční zastávka byla zprovozněna 1. listopadu 1900 na „Lokální dráze Nusle-Modřany“. Ležela při jižním portálu tunelu, kterým vedla železniční trať z Vršovic do Krče a Modřan. Po zboření tunelu roku 1929 kvůli vlečce do michelské plynárny byla trať přeložena a michelská zastávka roku 1930 posunuta blíže ke Krči, její nová budova stála na jižní straně ulice U Plynárny při železničním mostu. V květnu 1942 změnila jméno na Praha-Michle.
Ukončení provozu
V 60. letech 20. století byla zastávka zrušena v souvislosti se stavbou Odstavného nádraží jih, stavby byly zlikvidovány až v 90. letech 20. století.